# Ingela Brimberg
Ingela Maria Tengzelius Brimberg, född 5 maj 1964 i Stockholm, är en svensk operasångare (dramatisk sopran).

## Biografi
Brimberg studerade vid operahögskolan i Göteborg.. Hon började som mezzosopran och sjöng bland annat Rosina i Barberaren i Sevilla och Cherubin i Figaros bröllop, men gick sedan 2003 över till sopran och debuterade som Konstanze i Enleveringen ur Seraljen 2003. Hon vann Svenska Dagbladets Opera Pris 2012.
Till rollerna hör Tosca, Brünnhilde i Valkyrian och Elektra.  Hon har uppträtt med ledande orkestrar, inklusive Sveriges Radiosymfoniorkester, Royal Stockholm Philharmonic Orchestra, Mozarteum Orchester Salzburg, Konzerthaus Orchestra Berlin och Verbier Festival Orchestra. Hon har uppträtt på Deutsche Oper Berlin, Teatro Real, Madrid, Theater an der Wien, Royal Swedish Opera, Stockholm, La Monnaie, Bryssel och Staatsoper Hamburg.
Ingela Brimberg har gjort flera operainspelningar på CD, inklusive Wagners Der fliegende Holländer, Paris-version, dirigerad av Marc Minkowski (Naive 2014), och Verbier Festival: Best of 2014 (Erato, 2015). DVD-inspelningar hon medberkar i är Wagners Der fliegende Holländer (Harmonia Mundi, 2017) och Strauss's Elektra (C Major, 2015).